# 道化の華
『道化の華』（どうけのはな）は、太宰治の小説。初出は『日本浪曼派』昭和10年5月号である。その後、太宰治の第一創作集『晩年』に収録され、さらに『虚構の彷徨、ダス・ゲマイネ』にも収録された。題材となったのは、1930年11月、太宰が小山初代との結婚を前に、バーの女給だった田辺あつみと心中を図った一件である。主人公の大庭葉蔵の療養生活を語る語り手が、自分の語る物語の内容や構成に関する注釈を加える物語構造となっており、典型的なメタフィクション構造である。